# Jacareacanga (flygplats)
Jacareacanga är en flygplats i Brasilien.   Den ligger i kommunen Jacareacanga och delstaten Pará, i den centrala delen av landet, 1 500 km nordväst om huvudstaden Brasília. Jacareacanga ligger 98 meter över havet.
Terrängen runt Jacareacanga är platt. Trakten runt Jacareacanga är nära nog obefolkad, med mindre än två invånare per kvadratkilometer.. Närmaste större samhälle är Jacareacanga, 2,9 km öster om Jacareacanga.
Omgivningarna runt Jacareacanga är en mosaik av jordbruksmark och naturlig växtlighet.